# Le Nouvelliste (Haïti)
Pour les articles homonymes, voir Le Nouvelliste.
Le Nouvelliste fondé en 1898 est un journal quotidien haïtien de langue française publié à Port-au-Prince, Haïti.

## Historique

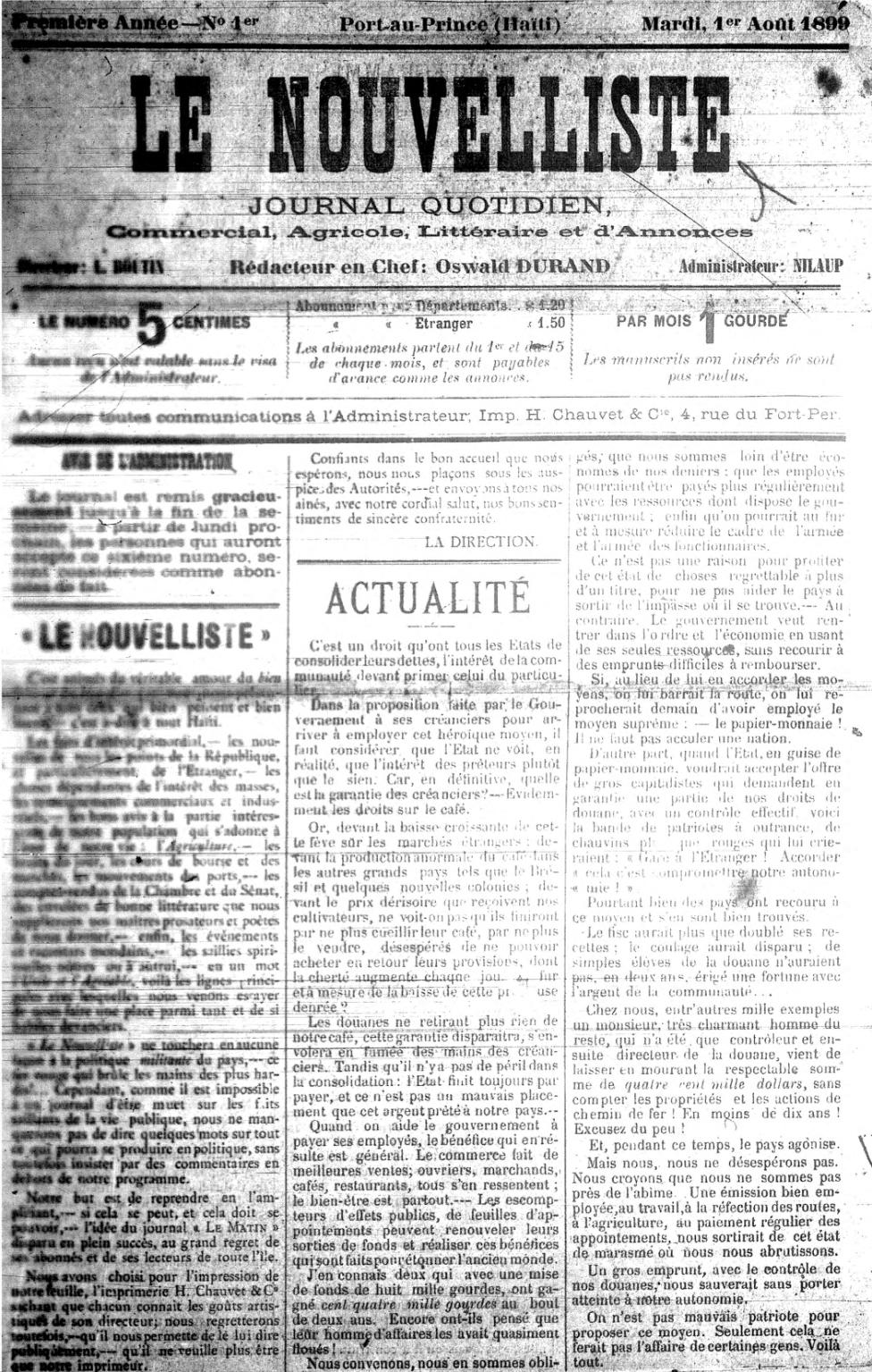
Le Nouvelliste, 1 aout 1899.

Fondé en 1898 par Guillaume Chéraquit, Le Nouvelliste est le plus ancien quotidien d'Haïti. Chéraquit entreprit pour la troisième fois de lancer un quotidien de renseignements et d'annonces à Port-au-Prince. Il fonda Le Matin qui devint quinze mois plus tard Le Nouvelliste.
Le premier numéro du Matin parut le 2 mai 1898. Chéraquit confia alors l'impression du Matin aux presses de son ami Henri Chauvet, député de Port-au-Prince et homme de lettres.
Le Nouvelliste est l'initiateur de la plus grande foire du livre haïtienne appelée « Livres en folie ». Depuis ses débuts, cette activité culturelle accueille des écrivains haïtiens et étrangers. En 2023, cette foire a fait la une,pour avoir invité Prosper Avril, un ancien président haïtien dont le règne est décrit par Amnesty International comme "entaché de graves violations des droits de l'homme". En avril 2024, Le Nouvelliste annonce que des individus non identifiés ont vandalisé ses locaux au centre-ville de Port-au-Prince. Max Chauvet, propriétaire du journal, a annoncé qu'il n'y aura pas de publication papier pendant un certain temps, et que Le Nouvelliste sera seulement disponible en ligne. Au cours des années précédentes, plusieurs rédacteurs du journal ont été victimes de violences,.

## Journaux annexes
- Tout Terrain (spécialisé dans le domaine du sport)
- Le P'tit Nouvelliste (supplément jeunesse)
- Ticket (spécialisé dans l'actualité des vedettes de la chanson, du cinéma et du sport)
- Lakay Weekly (hebdomadaire en anglais)

## Journalistes liés à Le Nouvelliste
- Websder Corneille